# Alija Isaković
Alija Isaković (15. ledna 1932 Bitunja, okres Stolac, Království Jugoslávie – 14. března 1997 Sarajevo, Bosna a Hercegovina) byl bosenskohercegovský spisovatel, jazykovědec a dramatik bosňáckého původu.

## Životopis
Jako válečný sirotek vyrůstal a vzdělával se v internátech v Bitunji, Stolci, Záhřebu, Crikvenici, Pančevu a Bělehradě. Vysokoškolská studia dokončil roku 1964 na Filozofické fakultě Univerzity v Sarajevu. Poté byl scenáristou a dramaturgem v TV Sarajevo, šéfredaktorem časopisu Život (1971–1980), vydávaného Sdružením spisovatelů Bosny a Hercegoviny, a redaktorem v sarajevském nakladatelství Svjetlost (od roku 1981).

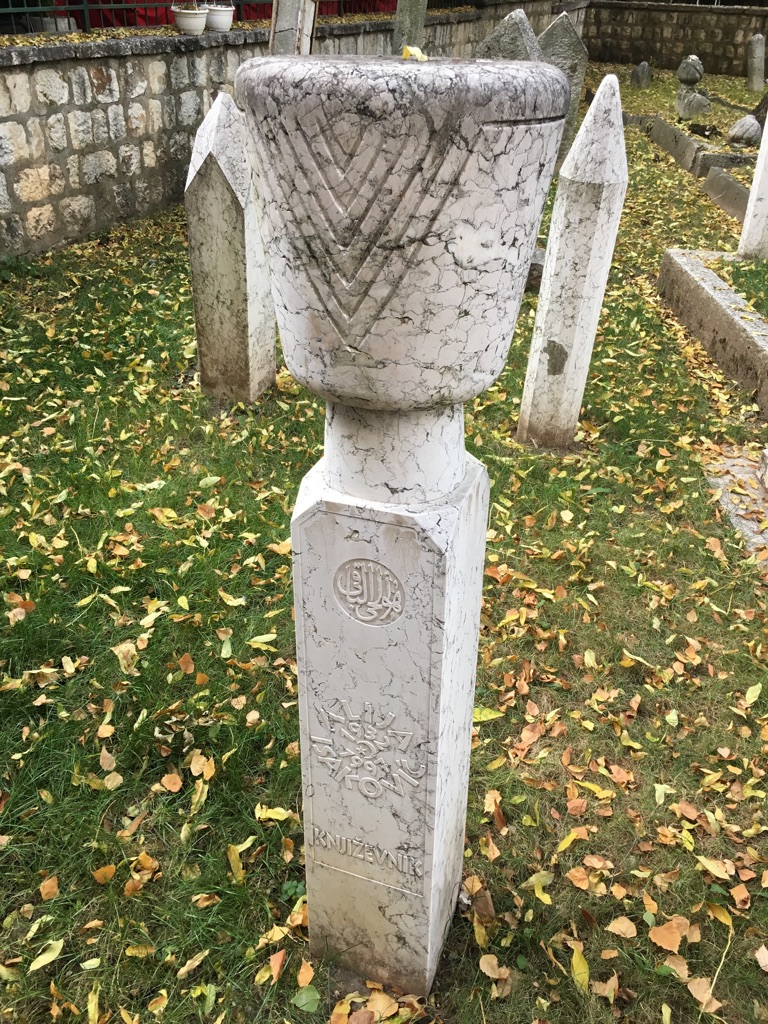
Hrob Aliji Isakoviće ve dvoře mešity Ferhadija v Sarajevu

Jeho práce byly zařazeny do edice Současná literatura národů a národností Bosny a Hercegoviny (Savremena književnost naroda i narodnosti BiH u 50 knjiga, sv. 35 Pripovijetke, 49 Drame a 50 Putopisi). Sám připravil k tisku celou řadu děl starších bosenskohercegovských muslimských autorů (mj. Edhema Mulabdiće, Osmana Nuri Hadžiće a Ahmeda Muradbegoviće) a rozsáhlou antologii muslimské tvorby v Bosně a Hercegovině pod názvem Biserje (Perly, Záhřeb 1972).
Alija Isaković si vzdal za manželku Eminu Kečo, doktorku filozofie a komunikoložku, s níž zplodil syny Adniho a Farise.
Pohřben byl ve dvoře sarajevské mešity Ferhadija.

## Dílo
- Sunce o desno rame (Slunce do pravého ramene, Novi Sad 1963), román
- Semafor (Semafor, Sarajevo 1966), sbírka povídek
- Prednost imaju koji ulaze (Přednost mají ti, co vstupují, Sarajevo 1971), aforismy a přísloví
- Taj čovjek (Ten člověk, Mostar 1975, Sarajevo 2004), povídky
- Krajnosti (Krajnosti, Sarajevo 1981), drama
- Hasanaginica (Hasanaginica, Sarajevo 1983, 1997, vč. německého překladu Tuzla 2017), drama
- Pobuna materije (Vzpoura hmoty, Sarajevo 1985), román
- Jednom (Jednou, Mostar 1986 nebo 1987, Sarajevo 1997), cestopisy
- Neminovnosti: Baština, kritika, jezik, intervjui (Nevyhnutelnosti: kulturní dědictví, kritiky, jazyk, rozhovory, Tuzla 1987), kompilace starších textů
- Lijeve priče (Levé příběhy, Sarajevo 1990, 2003, Tuzla 2006, 2013, 2014), povídky
- Taj čovjek; Pobuna materije (ed. Enes Duraković, součást edice Muslimanska književnost XX vijeka, Sarajevo 1991), reedice románů
- Antologija zla (Antologie zla, Sarajevo 1994), zápisky postřehů z války
- Drame (Dramata, ed. Gordana Muzaferija, součást edice Bošnjačka književnost u 100 knjiga, Sarajevo 1995), reedice dramat

Ediční a publicistická činnost
- La poesia in Bosnia, oggi (Poezie současné Bosny, ed. Alija Isaković, Rijeka 1969), antologie bosenskohercegovské poezie
- Sarajevski dani poezije (Sarajevské dny poezie, ed. Alija Isaković, Sarajevo 1970), publikace provízející literární festival
- Građa za bibliografiju muslimanske književnosti 1883–1971 (Prameny k bibliografii muslimské literatury v letech 1883–1971, Sarajevo 1972), soubor pramenů
- Biserje: izbor iz muslimanske književnosti (Perly: výbor z muslimské literatury, ed. Alija Isaković, Zagreb 1972), pak jako Biserje: antologija muslimanske književnosti (Perly: antologie muslimské literatury, Opatija 1990), nakonec jako Biserje: antologija bošnjačke književnosti (Perly: antologie bosňácké literatury, Sarajevo 2002), antologie
- Hodoljublje: izbor bosanskohercegovačkog putopisa i građa za bibliografiju 1842–1970 (Cestomilství: výbor bosenskohercegovských cestopisů a prameny k bibliografii v letech 1842–1972, ed. Alija Isaković, Sarajevo 1973)
- Mulabdić, Edhem. Izabrana djela. 2 sv. (Vybrané spisy, ed. Alija Isaković, Sarajevo 1974)
- Bibliografija radova o "Hasanaginici" 1774–1974. (Bibliografie prací o Hasanaginici v letech 1774–1974, ed. Mustafa Ćeman, Alija Isaković, Sarajevo 1975)
- Hasanaginica 1774–1974: prepjevi, varijante, studije, bibliografija (Hasanaginica 1774–1974: přebásnění, verze, studie, bibliografie, ed. Alija Isaković, Sarajevo 1975)
- Hadžić, Osman Nuri. Milićević, Ivan A. (Osman-Aziz) Izabrana djela. 2 sv. (Vybrané spisy, ed. Alija Isaković, Sarajevo 1980)
- Pisana riječ u Bosni i Hercegovini od najstarijih vremena do 1918. godine (Psané slovo v Bosně a Hercegovině od nejstarších dob do roku 1918, ed. Alija Isaković, Milosav Popadić, Sarajevo 1982)
- Nasrudin hodža (ed. Alija Isaković, Sarajevo 1984, 1987), sbírka anekdot
- Muradbegović, Ahmed. Sabrana djela. 3 sv. (Sebrané spisy, Sarajevo 1987)
- Behar: list za pouku i zabavu 1900–1911 (Květ: list pro poučení i zábavu v letech 1900–1911, ed. Alija Isaković, Hadžem Hajdarević, Sarajevo 1990), výbor z příspěvků časopisu
- O "nacionaliziranju" Muslimana: 101 godina afirmiranja i negiranja nacionalnog identiteta Muslimana (O „nacionalizaci“ Muslimů, ed. Alija Isaković, Zagreb 1990)
- Antologija bošnjačkog eseja XX vijeka (Antologie bosňáckých esejů XX. století, ed. Alija Isaković, Sarajevo 1996)

Jazykovědné práce
- Rječnik stare rudarsko-geološke terminologije (Slovník staré hornicko-geologické terminologie, ed. Alija Isaković, Sarajevo 1970)
- Rječnik karakteristične leksike u bosanskome jeziku (Slovník charakteristické slovní zásoby v bosenském jazyce, Sarajevo 1992, 1994, Wuppertal 1993), pak v rozš. verzi jako Rječnik bosanskoga jezika (Slovník bosenského jazyka, Sarajevo 1995)